# FITS
FITS(Flexible Image Transport System)는 데이터 저장, 전송 및 처리에 유용한 디지털 파일 형식을 정의하는 개방형 표준이다. 다차원 배열(예: 2D 이미지) 또는 테이블 형식이다. FITS는 천문학에서 가장 일반적으로 사용되는 디지털 파일 형식이다. FITS 표준은 천문 데이터용으로 특별히 설계되었으며 이미지 원본 메타데이터와 함께 광도 및 공간 보정 정보를 설명하는 등의 조항을 포함한다.
FITS 형식은 1981년에 처음 표준화되었다. 그 이후로 점진적으로 발전해 왔으며 2016년에 최신 버전(4.0)이 표준화되었다. FITS는 장기 보관 스토리지를 염두에 두고 설계되었으며, 한번 FITS, 항상 FITS라는 격언(maxim)은 형식 개발이 반드시 수행해야 하는 요구 사항을 나타낸다. 이전 버전과 호환된다.
이미지 메타데이터는 사람이 읽을 수 있는 ASCII 헤더에 저장된다. 이 헤더의 정보는 데이터 셀에 대한 직접 액세스를 지원하기 위해 후속 데이터 단위의 일부 정보의 바이트 오프셋을 계산하도록 설계되었다. 각 FITS 파일은 데이터 블록 사이에 인터리브된 키워드/값 쌍을 전달하는 ASCII 카드 이미지(80자 고정 길이 문자열)가 포함된 하나 이상의 헤더로 구성된다. 키워드/값 쌍은 크기, 출처, 좌표, 이진 데이터 형식, 자유 형식 주석, 데이터 기록 및 작성자가 원하는 모든 정보를 제공한다. 많은 키워드가 FITS 사용을 위해 예약되어 있지만 표준에서는 나머지 네임스페이스의 임의 사용을 허용한다.
FITS는 스펙트럼, 광자 목록, 데이터 큐브 또는 다중 테이블 데이터베이스와 같은 정형 데이터와 같은 비이미지 데이터를 저장하는 데에도 자주 사용된다. FITS 파일에는 여러 확장자가 포함될 수 있으며 각 확장자는 데이터 개체를 포함할 수 있다. 예를 들어 엑스선 노출과 적외선 노출을 동일한 파일에 저장할 수 있다.

## 같이 보기
- 계층적 데이터 형식
- 커먼 데이터 포맷
- NetCDF